# Centrum Valonsko-Brusel v Paříži
Centrum Valonsko-Brusel v Paříži (francouzsky Centre Wallonie-Bruxelles) je kulturní centrum v Paříži, jehož posláním je prezentovat kulturu frankofonní části Belgie v Paříži, potažmo ve Francii a podporovat kulturní výměnu mezi oběma zeměmi. Nachází se na adrese Rue Saint-Martin č. 127-129 naproti Centre Georges Pompidou ve 4. obvodu. Centrum spravuje organizace Wallonie-Bruxelles International, kterou založily Valonský region, Francouzské společenství Belgie a Bruselský region. Je členem Fóra zahraničních kulturních institutů v Paříži.

## Činnost
Hlavním posláním je propagace frankofonní belgické kultury v Paříži a ve Francii prostřednictvím živých představení, výstav, filmových projekcí, literárních setkání, přednášek apod. Centrum využívá pro tyto účely výstavní prostory, divadelní a filmový sál, celkem přes 1000 m2.